# Ezoke
Ezoke est un prénom ou postnom bangala donné au troisième enfant d’une famille.